# سيد طاهر (اسماعيلية)
سيد طاهر (بالفارسية: امامزاده سیدطاهر) هي قرية وتقع في إيران في قسم إسماعيلية الريفي.